# 新密铁路
新密铁路为中华人民共和国河南省的一条铁路，东起新郑站，与京广铁路相通，向西北方向至新密站，由河南省投资兴建，主要用于新密市煤炭资源的开发和运输。

## 线路
新密铁路东起新郑站，与京广铁路呈“丁”字型相交。线路沿双洎河北岸向西，跨溱水进入新密市，终点为新密站，全长40.7千米。全线设新郑北、尚庄、宋寨、新密4座车站。
新密铁路沿线有10条专用线，将沿线各煤矿与本线相连。10条专用线分别为：天仙庙煤矿专用线、王沟煤矿专用线、梁沟煤矿专用线、裴沟煤矿专用线、米村煤矿专用线、芦沟煤矿专用线、王庄煤矿专用线、新王沟专用线、开阳坡专用线和新密矿务局木材库专用线。

## 历史
1957年5月20日，河南省人民政府提出修建新密铁路，同年8月开始勘测，并于1958年1月15日完成全线的勘测设计。1958年2月1日，新密铁路开工，当年年底完成铺轨，并与1959年1月31日交付使用。